# Гет-Айленд (Вашингтон)
Гет-Айленд (англ. Hat Island) — переписна місцевість (CDP) в США, в окрузі Сногоміш штату Вашингтон. Населення — 91 особа (2020).

## Географія
Гет-Айленд розташований за координатами 48°0′48″ пн. ш. 122°19′14″ зх. д. / 48.01333° пн. ш. 122.32056° зх. д. (48.013340, -122.320562).  За даними Бюро перепису населення США в 2010 році переписна місцевість мала площу 1,79 км², з яких 1,78 км² — суходіл та 0,01 км² — водойми.

## Демографія
Згідно з переписом 2010 року, у переписній місцевості мешкала 41 особа в 23 домогосподарствах у складі 13 родин. Густота населення становила 23 особи/км².  Було 256 помешкань (143/км²).
Расовий склад населення:
| - 97,6 % — білих - 2,4 % — корінних американців |

До двох чи більше рас належало 0,0 %. Частка іспаномовних становила 0,0 % від усіх жителів.
За віковим діапазоном населення розподілялося таким чином: 4,9 % — особи молодші 18 років, 61,0 % — особи у віці 18—64 років, 34,1 % — особи у віці 65 років та старші. Медіана віку мешканця становила 61,5 року. На 100 осіб жіночої статі у переписній місцевості припадало 156,2 чоловіків;  на 100 жінок у віці від 18 років та старших — 143,8 чоловіків також старших 18 років.
Цивільне працевлаштоване населення становило 0 осіб. 